# Manuela Gretkowska

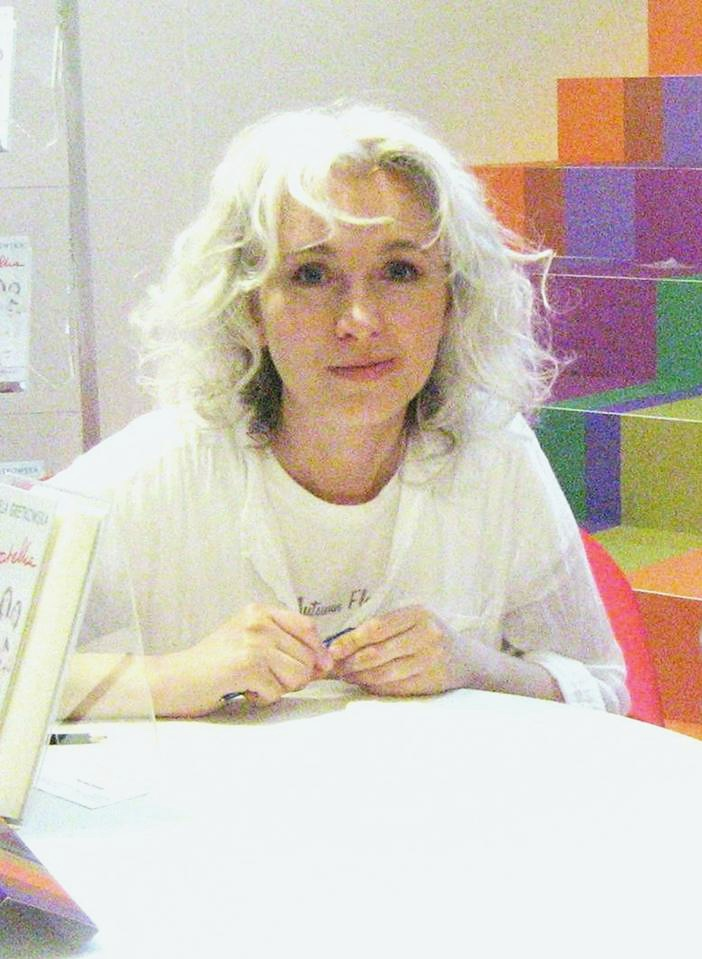
Manuela Gretkowska, 2008

Manuela Gretkowska (* 6. Oktober 1964 in Łódź) ist eine polnische Schriftstellerin, Drehbuchautorin, Publizistin und Gründerin der Partia Kobiet (Frauenpartei).

## Leben
Manuela Gretkowska studierte in Krakau Philosophie. 1988 verließ sie Polen in Richtung Paris und schrieb ihre ersten Erzählungen. In den 1990er Jahren publizierte sie in den polnischen Ausgaben von Elle und Playboy. 1996 verfilmte Andrzej Żuławski ihr Drehbuch Die Schamanin. 2001 entstand ein weiterer Film nach einem Drehbuch von ihr unter dem Titel Egoisten. Außerdem schrieb sie Drehbücher für die polnische Fernsehserie Unsere kleine Stadt. Zwischen 1997 und 2001 lebte sie in Schweden. Zwischen 1990 und 2008 sind inzwischen 13 Bücher ihrer Werke veröffentlicht worden – zum Beispiel Polka (Das Schwangerschafts-Tagebuch), Die Europäerin, My zdies' emigranty.
Am 11. Januar 2007 gründete sie die polnische Frauenpartei Partia Kobiet, deren Ziel es war, bei den Wahlen in den polnischen Sejm sowie ins Europaparlament einzuziehen. Bei den Parlamentswahlen in Polen 2007 scheiterte dieses Vorhaben allerdings mit einem Stimmenanteil von 0,28 % an der Fünf-Prozent-Hürde, wobei zu berücksichtigen ist, dass die neu gegründete Partei bei den vorgezogenen Wahlen noch nicht in allen Wahlkreisen antreten konnte. Überdurchschnittliche Wahlergebnisse erzielte die Partei allerdings bei den wahlberechtigten Polen der Polonia. In Brüssel konnte sie sogar die PSL überflügeln.

## Werke

### Bücher
- My zdies' emigranty (1991)[2]
- Tarot paryski (1993)
- Kabaret metafizyczny (1994)
- Podręcznik do ludzi (1996)
- Namiętnik (1998)
- Światowidz (1998)
- Silikon (2000)
- Polka (2001)
  - dt. Übersetzung von Paulina Schulz: Polka. Deutscher Taschenbuch Verlag, München 2004, ISBN 978-3-423-24399-5
- Sceny z życia pozamałżeńskiego (2003)
- Europejka (2004)
- Kobieta i mężczyźni (2007)
- Na dnie nieba (2007)
- Obywatelka  (2008)

### Drehbücher
- Die Schamanin (Szamanka) (1996)
- Egoisten (Egoiści) (2001?)

## Bibliografie
- Polnische Bibliografie 1988 - 2001